# Ronnie Schwartz
Ronnie Schwartz Nielsen (Ulsted, 29 augustus 1989) is een Deens voetballer (aanvaller) die sinds 2018 voor Silkeborg IF uitkomt. Eerder kwam hij uit voor Aalborg BK, Randers FC, En Avant Guingamp en Waasland-Beveren.

## Interlandcarrière
Schwartz is meervoudig Deens jeugdinternational.

## Statistieken
| Seizoen | Club             | Land       | Competitie         | Wed. | Doelp. |
| ------- | ---------------- | ---------- | ------------------ | ---- | ------ |
| 2007/08 | Aalborg BK       | Denemarken | Superligaen        | 3    | 0      |
| 2008/09 | Aalborg BK       | Denemarken | Superligaen        | 6    | 0      |
| 2009/10 | Aalborg BK       | Denemarken | Superligaen        | 22   | 5      |
| 2010/11 | Aalborg BK       | Denemarken | Superligaen        | 16   | 4      |
| 2011/12 | Randers FC       | Denemarken | 1. division        | 22   | 8      |
| 2012/13 | Randers FC       | Denemarken | Superligaen        | 31   | 14     |
| 2013/14 | Randers FC       | Denemarken | Superligaen        | 26   | 15     |
| 2014/15 | EA Guingamp      | Frankrijk  | Ligue 1            | 14   | 2      |
| 2015/16 | → Bröndby IF     | Denemarken | Superligaen        | 16   | 4      |
| 2015/16 | → Esbjerg fB     | Denemarken | Superligaen        | 12   | 4      |
| 2016/17 | Waasland-Beveren | België     | Jupiler Pro League | 12   | 1      |
| 2017/18 | Sarpsborg 08 FF  | Noorwegen  | Eliteserien        | 14   | 5      |
| 2018/19 | Silkeborg IF     | Denemarken | 1. division        | 13   | 11     |
| Totaal  | Totaal           | Totaal     | Totaal             | 207  | 73     |

## Erelijst
Aalborg BK
- Superligaen

2008